# Begraafplaats Het Heilige Kruis

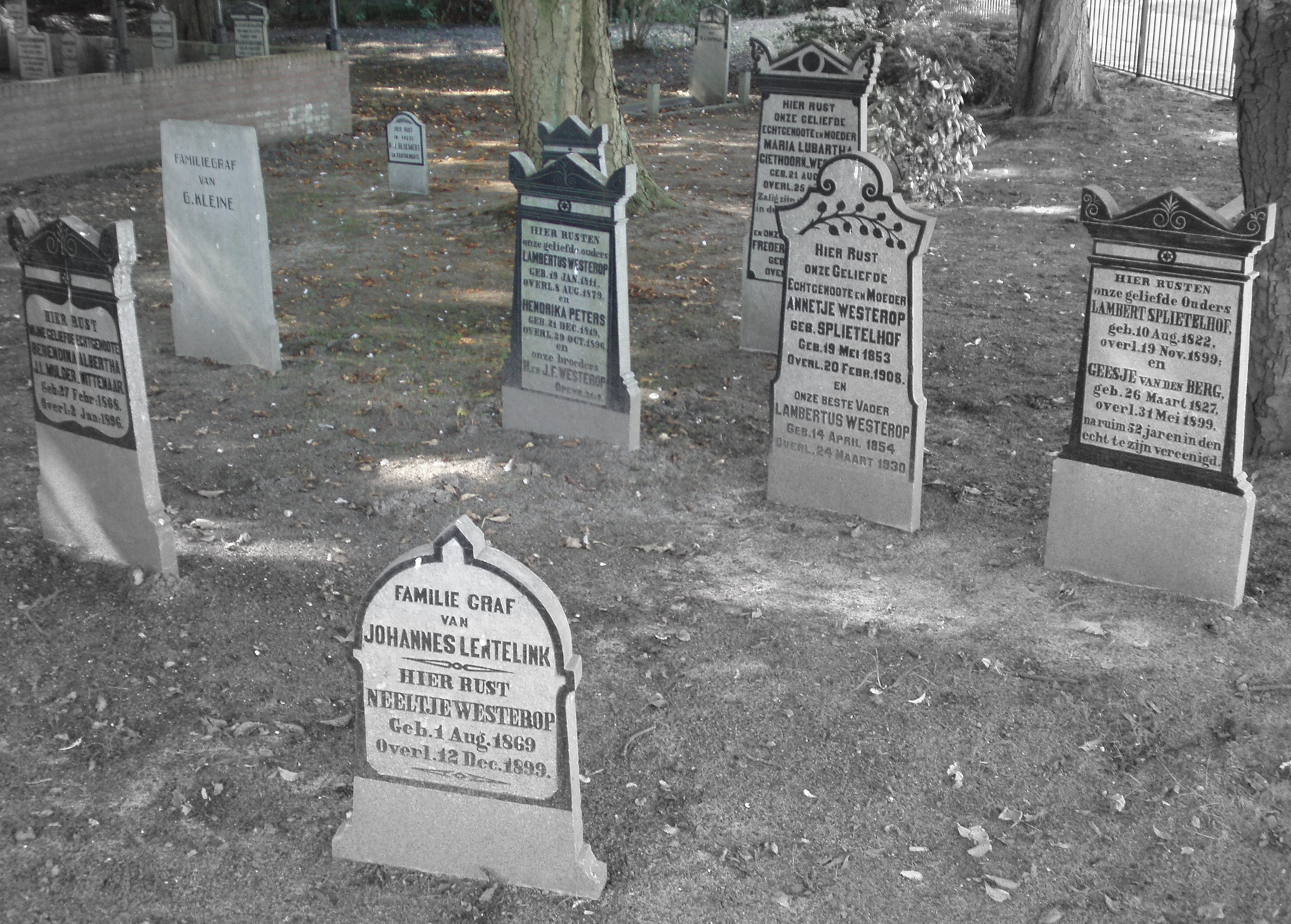
De begraafplaats op 23-09-2007

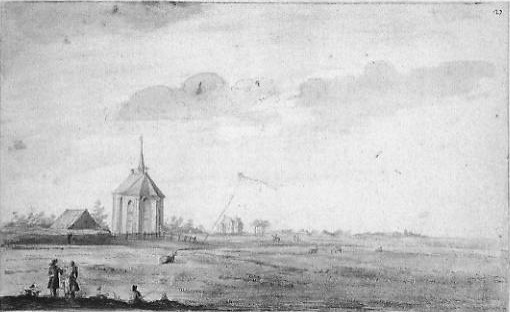
De kapel op een afbeelding van Gerrit Grasdorp, circa 1690

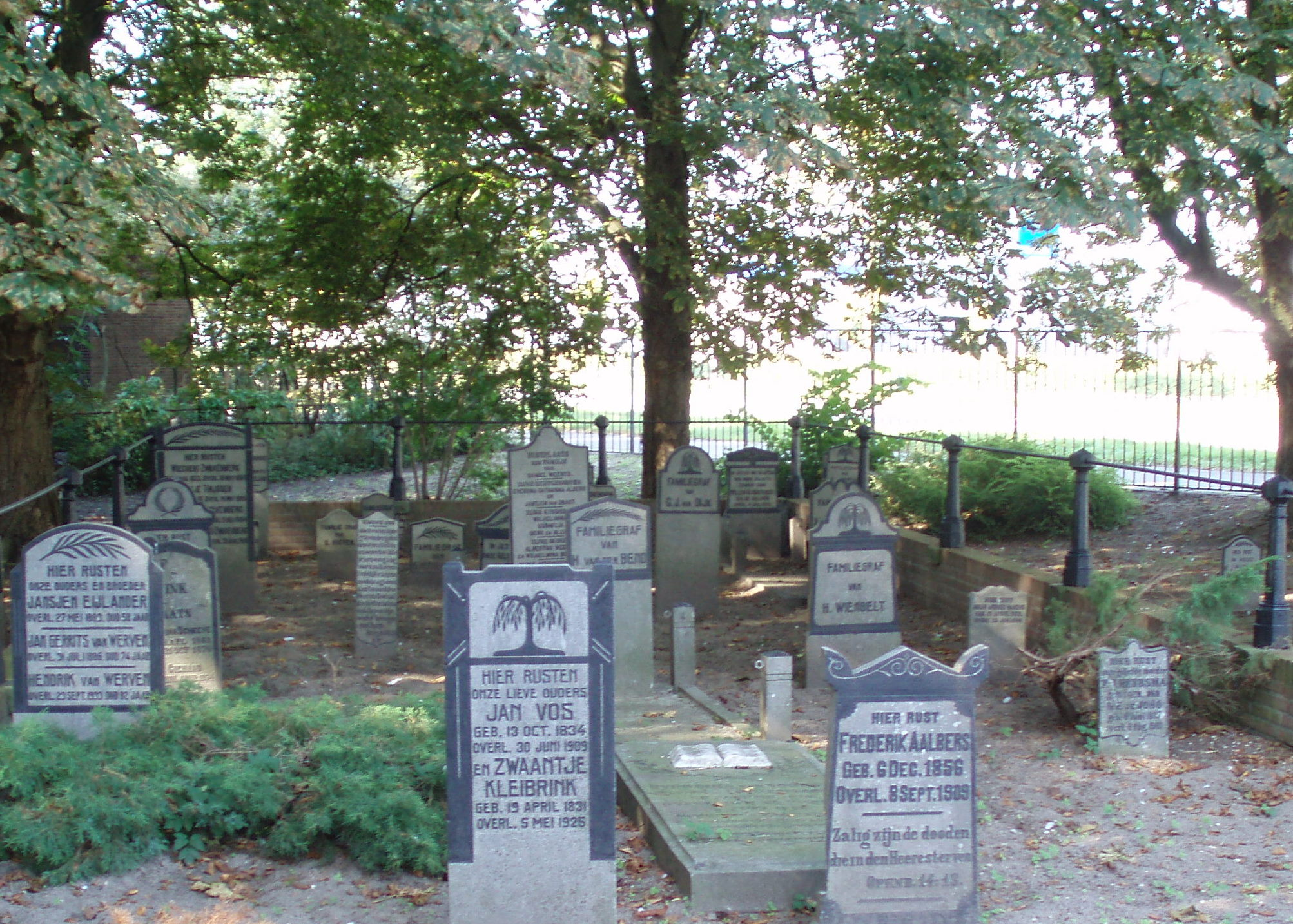
De begraafplaats op 23-09-2007

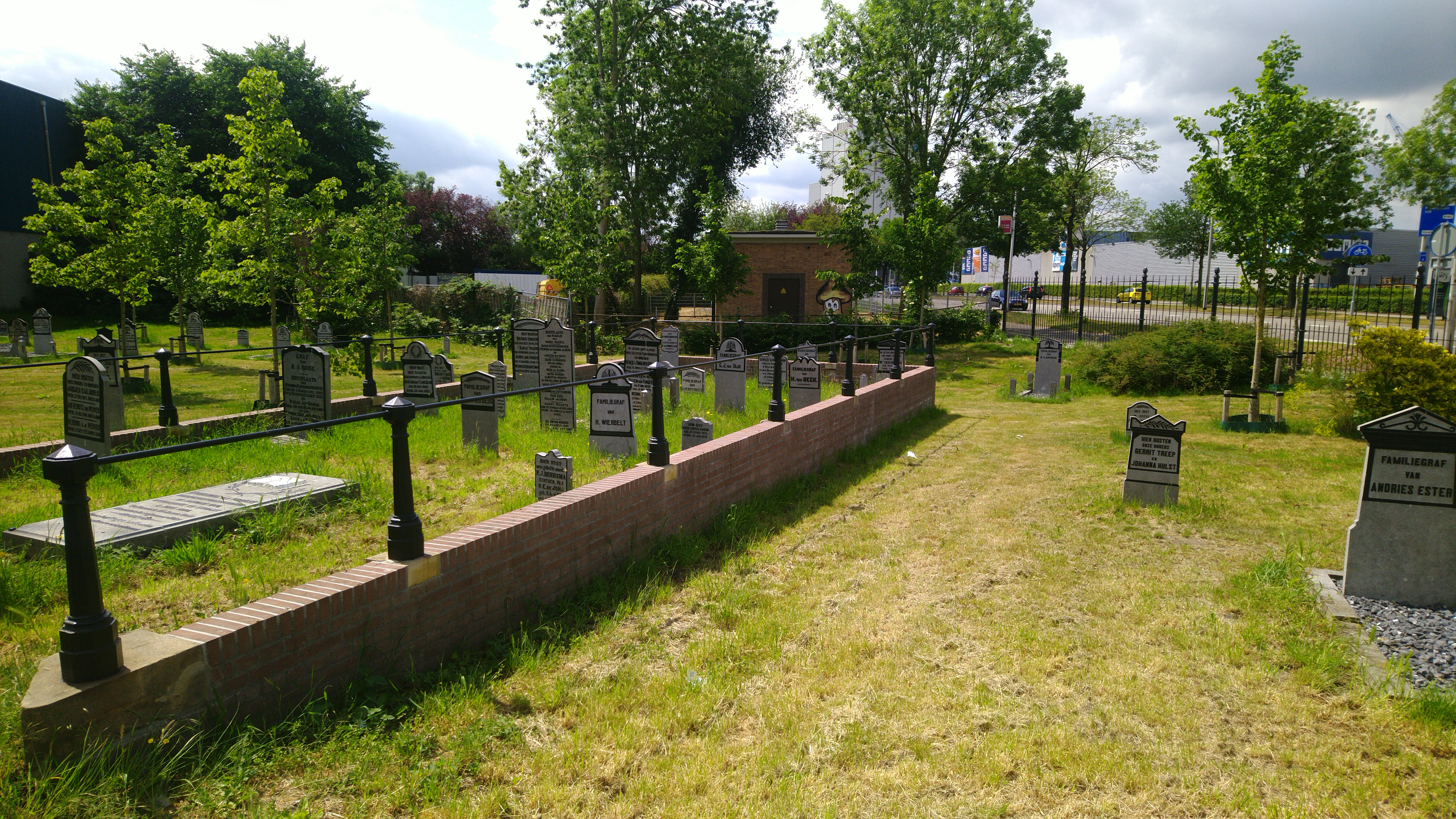
Het Heilige Kruis, Zwolle, Nederland, op 25 mei 2020

Begraafplaats Het Heilige Kruis (ook: Ten Hilligen Cruce of Begraafplaats Buitengasthuis) is een begraafplaats aan de Buitengasthuisstraat in Zwolle. Het is de oudste buitenkerkelijke begraafplaats van de stad.
Oorspronkelijk stond op deze plek een gasthuis (het Buitengasthuis) met een kapel en een kerkhof. Hier werden melaatsen verpleegd en begraven. Het gasthuis lag ver buiten de stad om zodoende besmetting te voorkomen. De kapel is op 8 december 1703 tijdens een hevige storm grotendeels ingestort en daarna afgebroken.
De eerste begraafplaats stamt uit 1377, maar de grafstenen die er nu staan dateren uit de 19e en 20e eeuw. Waarschijnlijk zijn de oudste graven nooit geruimd en is er telkens een nieuwe laag op de begraafplaats aangebracht.
Het Heilige Kruis is omgeven door een hek en is niet toegankelijk voor bezoekers.

## Heden
In september 2007 is de begraafplaats voorgedragen om op de monumentenlijst te worden geplaatst. In 2009 is de begraafplaats van Stichting de Gasthuizen verkocht aan de gemeente Zwolle voor het symbolische bedrag van 1 euro. De administratie van de begraafplaats is toen overgebracht naar het Historisch Centrum Overijssel. Sindsdien is de plek ook een gemeentelijk monument vanwege de monumentale kastanjebomen, de nog aanwezige gedenktekens en het fundament van de kapel.
In mei 2019 wordt gestart met een opknapbeurt van de begraafplaats. De grafstenen worden schoongemaakt en waar nodig hersteld en de grafschriften opgehaald door de letters opnieuw zwart te maken. Dit gebeurt door een gespecialiseerd bedrijf. Daarnaast wordt het aanwezige standaardhekwerk vervangen door een hekwerk in authentieke stijl. Verder worden de leuningen op de tuinmuur hersteld en opnieuw geschilderd en het voegwerk van de gemetselde tuinmuur aangepakt.